# Soyouz MS-30
Soyouz MS-30 (en russe : Союз МС-30) est une mission spatiale habitée russe prévue pour être lancée entre février et mars 2027 depuis le cosmodrome de Baïkonour à l'aide d'un lanceur Soyouz 2.1a. Cette mission transportera un équipage vers la Station spatiale internationale (ISS) dans le cadre des Expédition 75 et Expédition 76.

## Équipage

### Principal
- Commandant : Dimitri Peteline (2),  Russie, Roscosmos[2]
- Ingénieur de vol 1 : Konstantin Borissov (2),  Russie, Roscosmos
- Ingénieur de vol 2 : Deniz Burnham (1),  États-Unis, NASA

Le chiffre entre parenthèses indique le nombre de vols spatiaux effectués par l'astronaute, Soyouz MS-30 inclus.

### Réserve
Les réservistes remplacent le ou les membres d'équipage si ce ou ces derniers ne peuvent assurer leur poste.
- (À confirmer selon les données officielles ultérieures)

## Déroulement
La mission Soyouz MS-30 est planifiée pour décoller entre février et mars 2027 depuis le site 31/6 du cosmodrome de Baïkonour. Après le lancement, le vaisseau s'amarrera au module Prichal de l'ISS, situé sur le port nadir, pour une durée prévue de 240 jours. L'équipage participera aux activités des expéditions 75 et 76, contribuant à la recherche scientifique et à la maintenance de la station. Le retour sur Terre est prévu pour octobre ou novembre 2027, avec un atterrissage dans la steppe kazakhe.